# 宗穴
宗穴、総穴（そうけつ）とは、奇経八脈の経穴である。八宗穴、四宗穴ともいわれる。八宗穴は、正経十二経と奇経八脈が密接に関係しており、八総穴、八脈交会穴、流注八総穴、八脈八穴ともいわれ、上肢と下肢の経穴を組み合わせて用い奇経八脈の病症に効果を発揮する。四宗穴は、四総穴ともいわれ、人体の4つの経穴のことで、しのぶ井を主治するに効果を発揮する。

## 四宗穴の一覧
- 足三里（胃経） - 肚腹（腹部）の病に用いる
- 委中（膀胱経） - 腰背（腰部と背部）の病に用いる
- 合谷（大腸経） - 面目（顔面部）の病に用いる
- 列缺（肺経） - 頭項（頭部と後頸部）の病に用いる

## 八宗穴の一覧
- 衝脈:公孫（脾経） - 陰維脈:内関（心包経）
これらは胃や心臓の疾患に使う
- 帯脈:足臨泣（胆経） - 陽維脈:外関（三焦経）
これらは外眼角、耳後、頬、頚、肩の疾患に使う
- 督脈:後谿（小腸経） - 陽蹻脈:申脈（膀胱経）
これらは内眼角、耳、項、肩甲骨の疾患に使う
- 任脈:列缺（肺経） - 陰蹻脈:照海（腎経）
これらは胸、肺、横隔膜の疾患に使う